# Széles keresztespók
A széles keresztespók (Agalenatea redii) a keresztespókfélék családjába tartozó, Eurázsiában honos, napos bozótosokban, réteken élő pókfaj. 

## Megjelenése
A széles keresztespók hímje 3,5-4,5 mm, a nőstény 5,5-7,0 mm hosszú. Színezete igen változatos, a világosbarnától a sötétbarnán keresztül a sárgás-narancsosig. Egész teste szőrös, tora különösen sűrűn. A tor körte alakú, viszonylag széles. A potroh eléggé lapos, szélesebb mint amilyen hosszú. Mintázata változatos, többnyire egy sötétebb hosszú sáv húzódik a potroh közepén több kisebb keresztcsíkkal. Néha a potroh elején két nagy fehér folt látható. A lábak és a csáprágók barnák, a lábak halványan gyűrűzöttek.  

## Elterjedése és életmódja
Elterjedése Európától (beleértve az Azori- és Kanári-szigeteket is) Közép-Ázsiáig húzódik. Magyarországon általánosan elterjedt, gyakori pókfaj.
Melegkedvelő faj, napsütötte bozótosokban, magasfüves, kórós réteken, erdőszéleken található meg. Petéi augusztusban kelnek ki. A fiatal pókok áttelelnek és április-július között aktívak. Viszonylag erős hálóját nagyjából egy méter magasan feszíti ki, sokszor elszáradt, tavalyi kórók között és azok száraz virágzatában, levelei között áll lesben. Napos időben gyakran a háló közepén várja apró repülő rovarokból álló zsákmányát. 

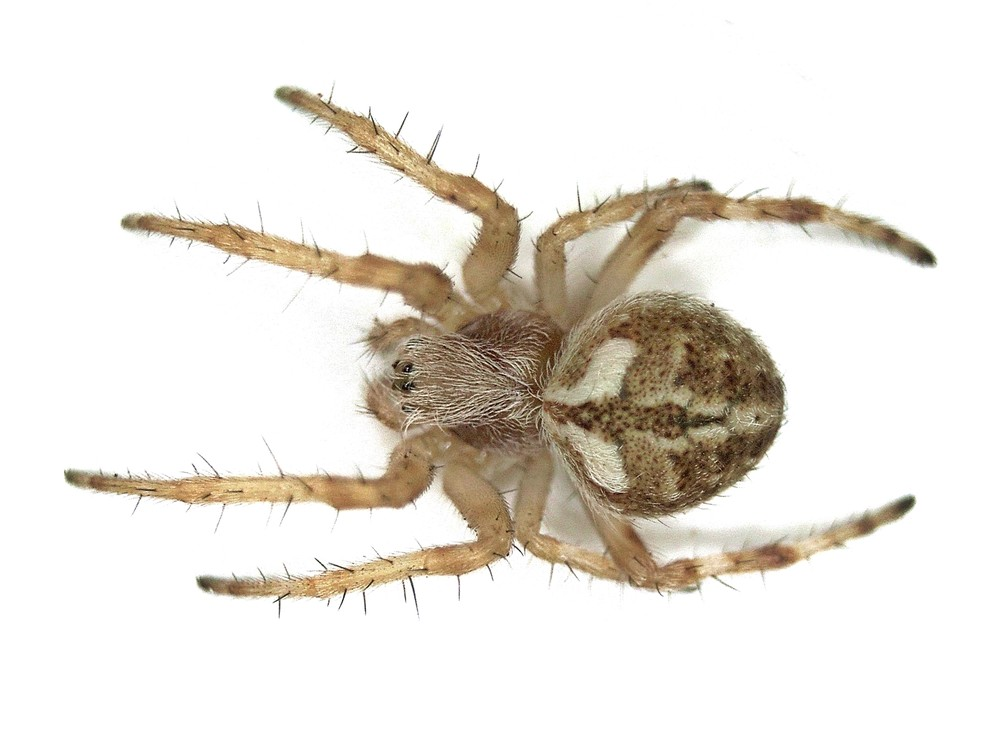
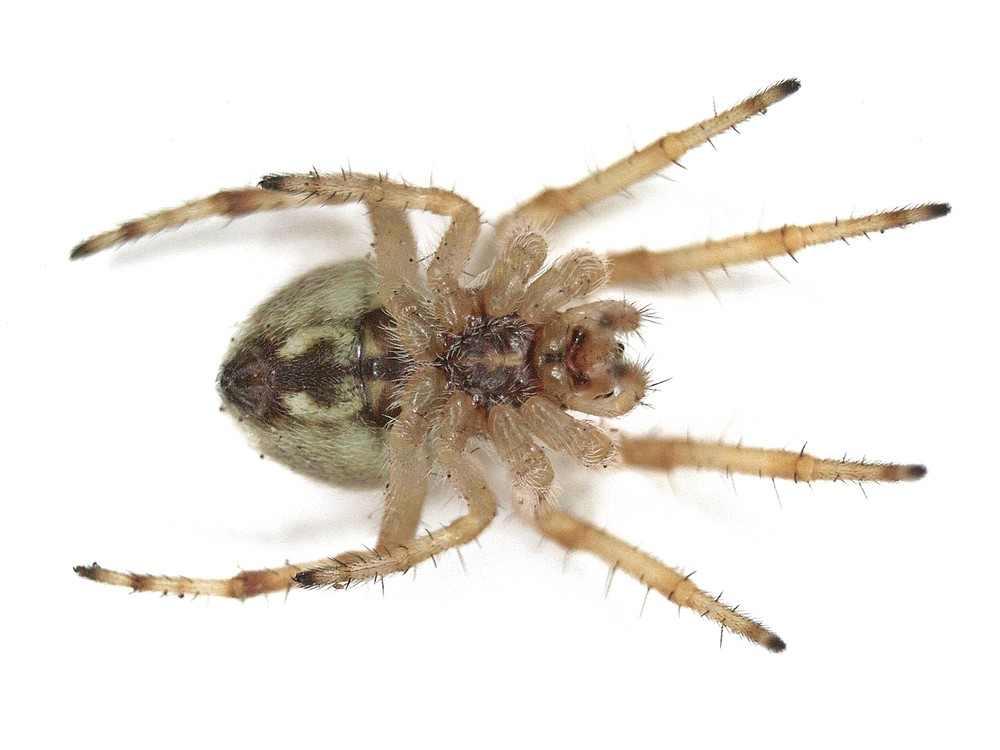
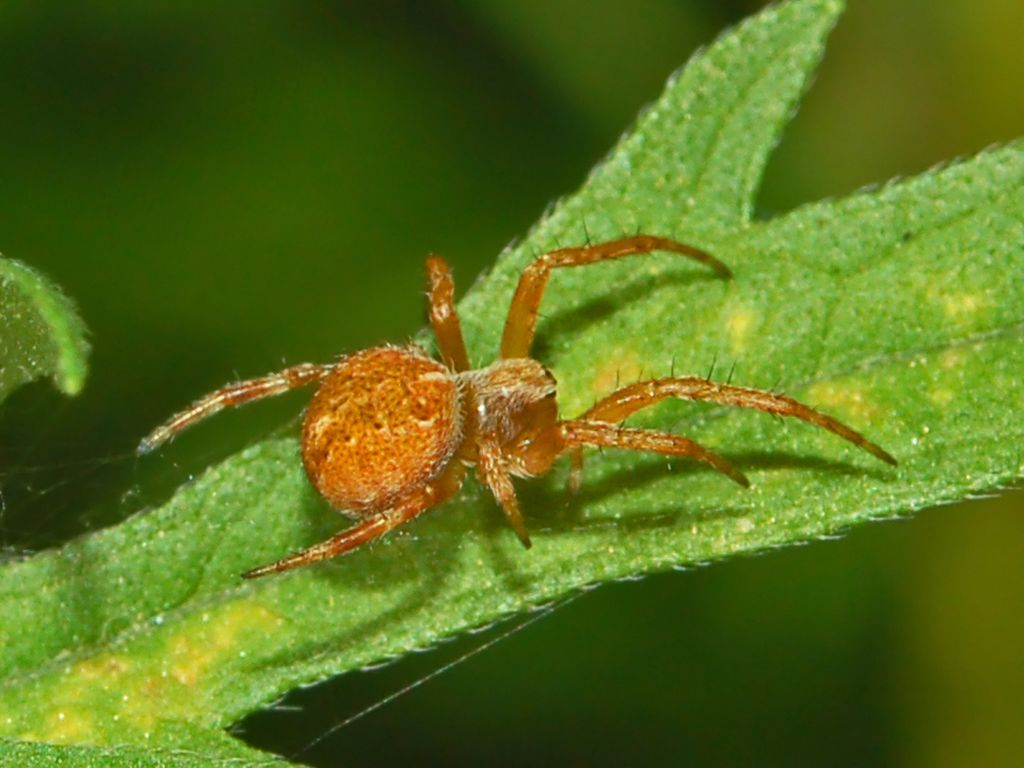
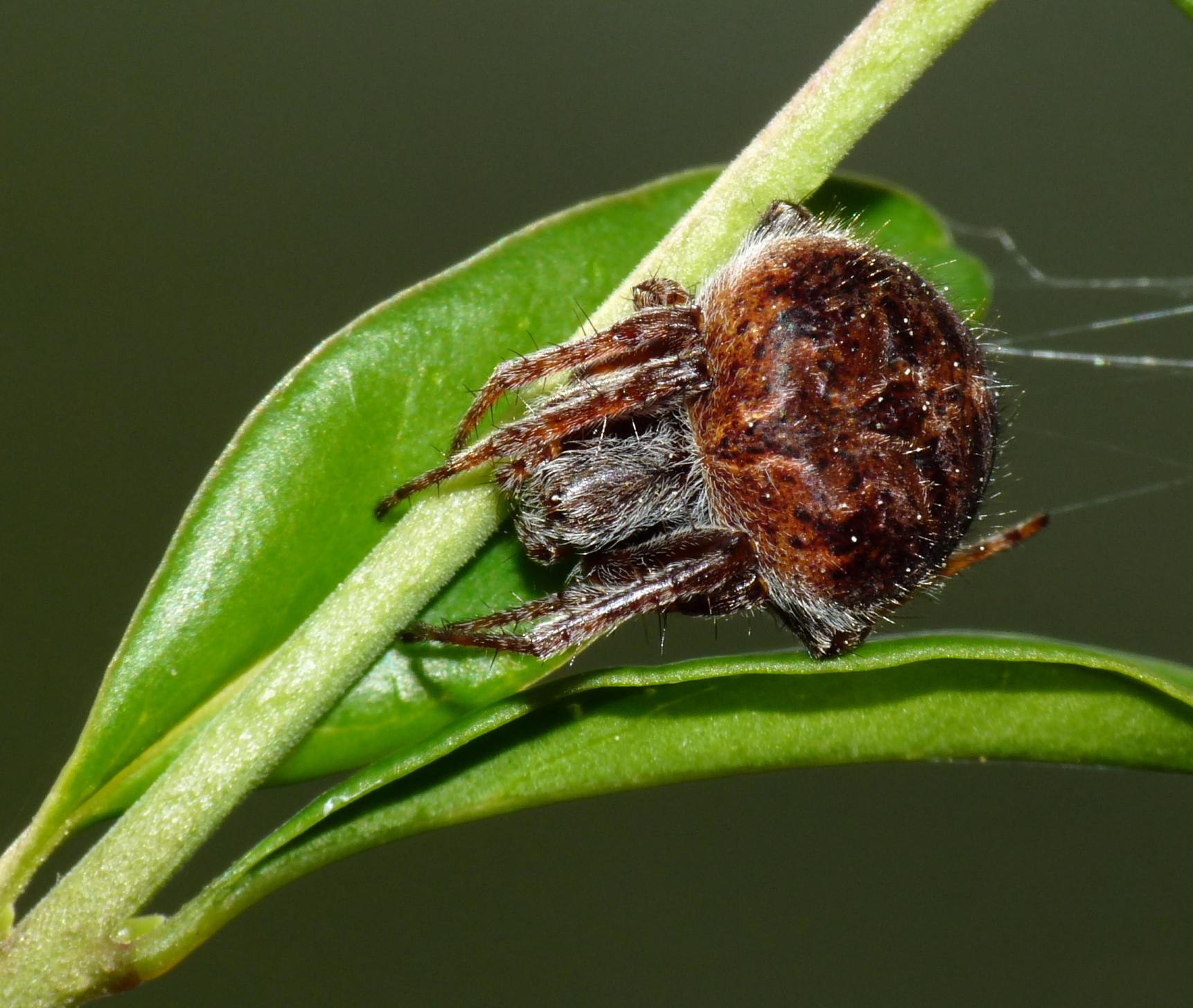
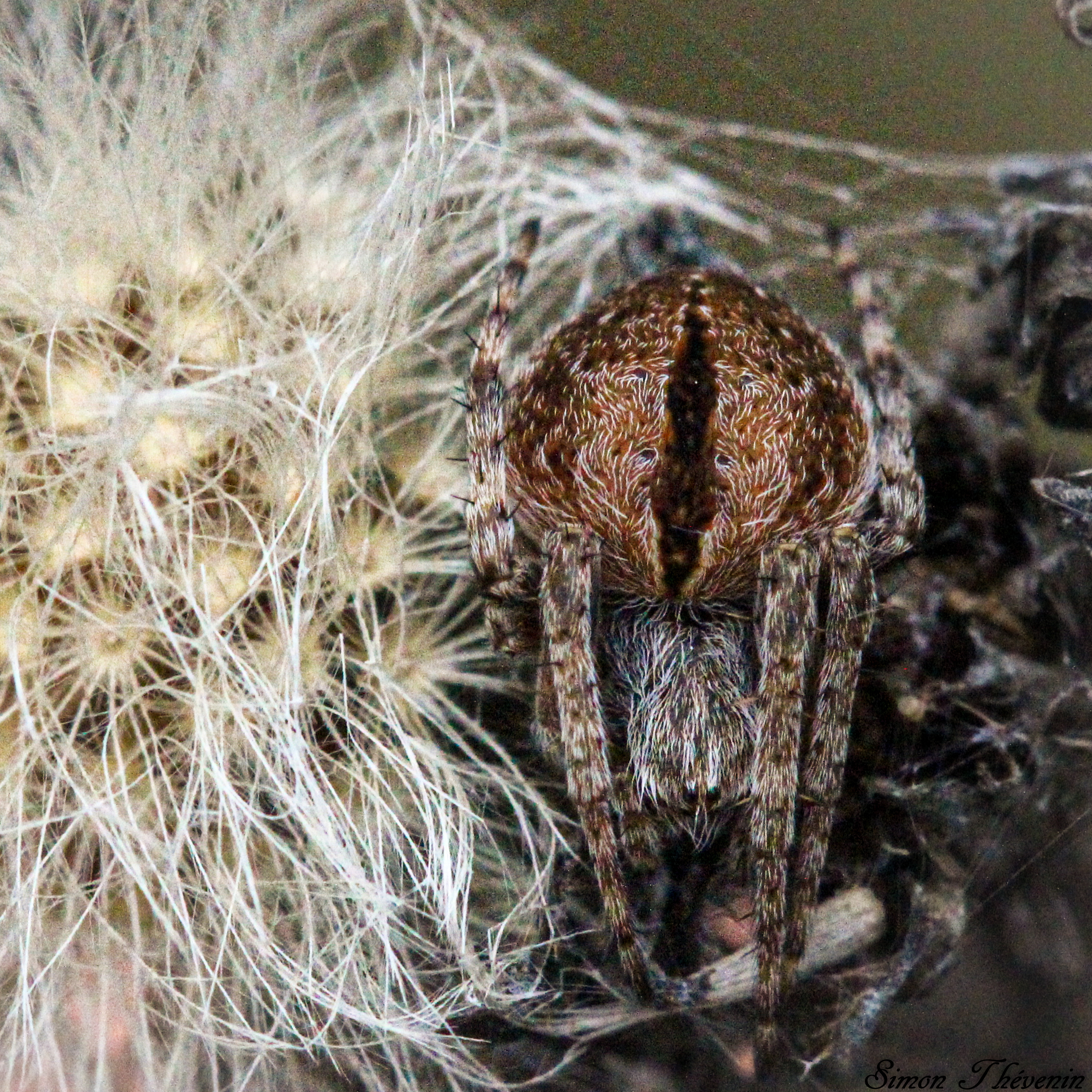

Magyarországon nem védett.